# Aintree Racecourse
Az Aintree Racecourse egy lóversenypálya, korábbi Formula–1-es versenypálya. Brands Hatch megjelenéséig Aintree tehermentesítette a silverstone-i pályát. Versenyzett itt Peter Collins, Stirling Moss, Tony Brooks és Jim Clark is. A pálya lerövidített változatán ma is rendeznek kisebb autóversenyeket.
A helyszínt koncertek szervezésére is használták, fellépett itt Michael Jackson és a Chemical Brothers is.